# Per Sandborgh

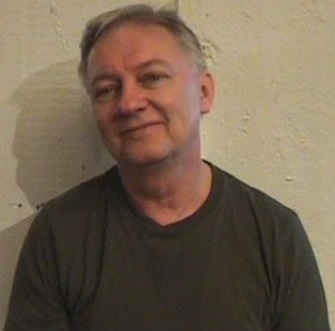
Per Sandborgh

Per Sandborgh (* 30. Oktober 1945 in Stockholm) ist ein schwedischer Schauspieler, Dialogbuchautor und Synchronsprecher. Per ist bekannt als die schwedische Synchronstimme von Quack, der Bruchpilot in der schwedischen Synchronisation von DuckTales und Darkwing Duck, in dem Film DuckTales: Der Film - Jäger der verlorenen Lampe, Ulf Källvik war die schwedischer Stimme von Quack, dies lag daran, dass der Film in Karlskoga und nicht in Stockholm synchronisiert wurde. Andere bekannte Rollen, die Per gespielt hat, ist der Joker in von Batman.

## Leben und Wirken
Per Sandborgh wuchs als Sohn des Mediziners Lars Sandborgh (1896–1970) mit seinen Geschwistern in Stockholm auf.
Nachdem Sandborgh von 1970 bis 1973 seine Schauspielausbildung absolviert hatte, trat er oftmals am Theater auf, so unter anderem auch am Königlichen Theater Stockholm. Seit 1974 hat er als Schauspieler in bislang mehr als 20 Film- und Fernsehproduktionen mitgewirkt.
Per ist bekannt als die schwedische Synchronstimme von Quack, der Bruchpilot in der schwedischen Synchronisation von DuckTales und Darkwing Duck. In dem Film DuckTales: Der Film - Jäger der verlorenen Lampe, war Ulf Källvik die schwedische Stimme von Quack, was daran lag, dass der Film in Karlskoga und nicht in Stockholm synchronisiert wurde. Andere bekannte Rollen, die Per gespielt hat, ist der Joker in Batman. Per war auch die Stimme von Homer in der kurzlebigen schwedischen Synchronisation von Die Simpsons.
In den 90er Jahren war Per die schwedische Werbestimme beim schwedischen Fernsehsender TV4.
Sandborgh ist geschieden und der Vater von Emil Smedius (* 1993) und Matilda Smedius (* 1997), die beide ebenfalls als Schauspieler tätig sind.

## Filmografie (Auswahl)
Filme
- 1974: Gustav III
- 1987: Träff i helfigur
- 1993: Sökarna
- 2006: Sök

Serien
- 1979: Godnatt, jord
- 1979: Selambs
- 1996: Skilda världar
- 1998: Handelsresande i liv

## Sprechrollen schwedische (Auswahl)
Filme
- 1986: Asterix bei den Briten (Automatix)
- 1993: Batman und das Phantom (Joker)
- 1995: Mrs. Brisby und das Geheimnis von NIMH (Sullivan)
- 1995: Casper (Fatso)
- 1998: Rugrats - Der Film (Stu Pickles)
- 1998: Dr. Dolittle (Lucky, der Hund)
- 2002: Karlsson vom Dach (Nachrichtensprecher)
- 2006: Cars (Jay Limo)
- 2011: Cars 2 (Rod „Torque“ Redline)
- 2019: A Toy Story: Alles hört auf kein Kommando (Uhr-Opa)

Serien
- 1981: Die Schlümpfe (Papa Schlumpf)
- 1986: The Real Ghostbusters (Egon Spengler)
- 1986: Dennis (Henry Mitchell)
- 1987: DuckTales (Quack, der Bruchpilot)
- 1989: Chip und Chap - Die Ritter des Rechts (Al Katzone, Officer Kirby)
- 1992: Batman (Joker)
- 1993: Bonkers, der listige Luchs von Hollywood (Has von Brösel)
- 1993: Die Simpsons (Homer Simpson)
- 1999: Courage der feige Hund (Eustace Bagge)